# Myronidès
Myronidès était un général athénien de la première guerre du Péloponnèse. En 458 av. J.-C., il vainquit les Corinthiens à Mégare et, en 457 av. J.-C., il battit les Béotiens à la bataille d'Œnophyta. La victoire de Myronidès à Œnophyta a mené à une décennie de domination athénienne sur la Béotie, la Locride et la Phocide parfois appelé l'empire athénien continental.
Il y a eu des débats pour savoir s'il était le même Myronidès qui a été envoyé à Sparte avec Cimon et Xanthippe et qui a servi comme général à la bataille de Platées, bien que cette hypothèse soit peu probable.